# Consejo comunal
Los consejos comunales son «grupos sociales» en Venezuela que permiten «ejercer directamente la gestión de las políticas públicas y proyectos orientados a responder a las necesidades y aspiraciones de las comunidades» con la finalidad de construir una «sociedad de equidad y justicia social», según la legislación venezolana. En 2009 la Ley Orgánica de Consejos Comunales fue publicada la Gaceta Oficial de Venezuela N° 39335.
Según cifras oficiales, existen más de 45000 consejos comunales en Venezuela.

## Historia
Tras la llegada del chavismo al poder se estableció la Constitución de 1999 que, de acuerdo al sociólogo Jesús Pacheco, 70 de sus artículos promueven la participación ciudadana. No obstante, según Margarita López Maya, el «sistema comunal» no estaba delineando inicialmente en el proyecto chavista de democracia participativa y protagónica, sino que se promueve realmente desde el segundo gobierno de Chávez.
Más adelante, en enero de 2006, el entonces presidente venezolano Hugo Chávez solicitó a la Asamblea Nacional de su país que se promulgara una ley para constituir una forma de organización comunitaria y a los 39 días de la petición se crea la Ley de los Consejos Comunales.

## Críticas
La historiadora venezolana Margarita López Maya critica que en Venezuela existe una dinámica organizativa de arriba hacia abajo que redujo y partidizó el previo pluralismo comunitario que se promovía en el primer gobierno de Chávez, con lo cual se ha limitado su autonomía y se ha propiciado su cooptación por las altas esferas estatales.